# マックス・ウッドワード
マックス・ウッドワード（Max Woodward、1990年9月27日 - ）は、香港出身のラグビー選手。

## プロフィール
- ポジションはウィング(WTB)、センター(CTB)。
- 身長 183cm、体重 94kg。
- ニックネームはマックス。
- 香港代表に選ばれたことがある[2]。

## 来歴
10歳からラグビーを始めた。
ウェストアイランド高校、カーディフ大学を経て、2017年、NTTコミュニケーションズシャイニングアークスに加入。同年8月25日に行われたジャパンラグビートップリーグ第2節の東芝ブレイブルーパス戦に途中出場で日本での公式戦初出場を果たした。
2018年、NTTコミュニケーションズシャイニングアークスを退団した。